# Piotrowa
Piotrowa (deutsch Petersdorf) ist ein Dorf in der Gmina Niemodlin, im Powiat Opolski, der Woiwodschaft Oppeln im Südwesten von Polen.

## Geographie

### Geographische Lage
Das Straßendorf Piotrowa liegt etwa zwei Kilometer westlich vom Gemeindesitz Niemodlin (Falkenberg) und etwa 28 Kilometer westlich von der Kreisstadt und Woiwodschaftshauptstadt Oppeln. Piotrowa liegt in der Nizina Śląska (Schlesische Tiefebene) innerhalb der Równina Niemodlińska (Falkenberger Ebene).

### Nachbarorte
Nordwestlich von Piotrowa liegt das Góra gehörende Gut Mała Góra (Gut Guhrau), östlich von Piotrowa der Gemeindesitz Niemodlin (Falkenberg), im Süden Brzęczkowice (Springersdorf) und im Osten Roszkowice (Roßdorf).

## Geschichte
Petersdorf wurde 1382 erstmals urkundlich erwähnt.
Nach dem Ersten Schlesischen Krieg 1742 fiel Petersdorf mit dem größten Teil Schlesiens an Preußen. 1783 bestanden im Ort ein Dominium, eine Häusler- und zehn Gärtnerstellen; er hatte 79 Einwohner.
Nach der Neuorganisation der Provinz Schlesien gehörte die Landgemeinde Petersdorf ab 1817 zum Landkreis Falkenberg O.S. im Regierungsbezirk Oppeln. 1845 bestand das Dorf aus 20 Häusern und einem Vorwerk. Im gleichen Jahr lebten in Petersdorf 129 Menschen, davon 53 evangelische.
1855 lebten 124 Menschen im Ort. 1865 zählte das Dorf neun Gärtner- und drei Häuslerstellen. Eingeschult waren die Bewohner nach Falkenberg. 1874 wurde der Amtsbezirk Schloss Falkenberg gegründet, welcher aus den Landgemeinden Czeppanowitz, Guschwitz, Jatzdorf, Lippen, Petersdorf, Roßdorf, Springsdorf und Weschelle und den Gutsbezirken Czeppanowitz, Falkenberg, Schloß, Guschwitz, Jatzdorf, Lippen, Petersdorf, Roßdorf, Springsdorf und Weschelle bestand. 1885 zählte Petersdorf 92 Einwohner.
1929 wurde die Straße zwischen Falkenberg und Petersdorf ausgebaut. 1933 lebten in Petersdorf 146 Menschen. Im Jahr 1939 zählte das Dorf 169 Einwohner. Bis Kriegsende 1945 gehörte der Ort Petersdorf zum Landkreis Falkenberg O.S.
Im März 1945 rückte die Rote Armee in Petersdorf ein. Danach kam der bisher deutsche Ort unter polnische Verwaltung und wurde in Piotrowa umbenannt. Im Juni 1946 wurde die verbliebene deutsche Bevölkerung vertrieben. 1950 kam der Ort zur Woiwodschaft Oppeln. 1999 kam der Ort als Teil der Gmina Niemodlin zum wiedergegründeten Powiat Opolski.